# Censo argentino de 2022
El Censo Nacional de Población, Hogares y Viviendas de 2022 se realizó en Argentina el 18 de mayo. Fue el undécimo censo nacional de población y fue realizado por el Instituto Nacional de Estadística y Censos (INDEC).
A diferencia de los censos anteriores, se habilitó por primera vez una página web para que las personas que lo prefieran pudieran completar el cuestionario en línea desde sus hogares. Más allá de esta opción, los censistas recorrieron todas las viviendas del país el 18 de mayo para solicitar los comprobantes censales a quienes hayan elegido la modalidad digital o realizar la entrevista tradicional a quienes no hayan completado el cuestionario.
El miércoles 18 de mayo de 2022 fue el Día del Censo, decretado feriado nacional. Participaron más de 600 mil personas, entre censistas urbanos y rurales, coordinadores nacionales y provinciales y otros puestos que integran la estructura censal.
Los organismos internacionales y la legislación vigente prevén que los censos se realicen cada 10 años. Debía realizarse en 2020 pero a consecuencia de la pandemia de COVID-19, no pudo realizarse ese año. En 2021 se pospuso debido a la pandemia y las elecciones legislativas.
Según los primeros resultados provisorios entregados por el INDEC en enero del 2023, la población argentina es de 46 044 703 habitantes, mientras que los resultados definitivos arrojaron un total de 45 892 285
habitantes censados.
Los resultados definitivos presentaron los datos del censo desagregados por jurisdicción y departamento, partido o comuna, pero no se reportaron datos oficiales a nivel municipio, ciudad o localidad.

## Estadísticas

### Población por provincias (de mayor a menor)
| Posición | Jurisdicción                    | Población Censo 2022 | Población Censo 2010 | Crec. intercensal % (2010 - 2022) | Tasa de crecimiento medio anual por mil (2010 - 2023) |
| -------- | ------------------------------- | -------------------- | -------------------- | --------------------------------- | ----------------------------------------------------- |
| 1        | Provincia de Buenos Aires       | 17 523 996           | 15 625 084           | 12,1                              | 9,8                                                   |
| 2        | Córdoba                         | 3 840 905            | 3 308 876            | 16,1                              | 15,5                                                  |
| 3        | Santa Fe                        | 3 544 908            | 3 194 537            | 11,0                              | 9,0                                                   |
| 4        | Ciudad Autónoma de Buenos Aires | 3 121 707            | 2 890 151            | 8,0                               | 6,4                                                   |
| 5        | Mendoza                         | 2 043 540            | 1 738 929            | 17,5                              | 12,3                                                  |
| 6        | Tucumán                         | 1 731 820            | 1 448 188            | 19,6                              | 13,6                                                  |
| 7        | Salta                           | 1 440 672            | 1 214 441            | 18,7                              | 14,3                                                  |
| 8        | Entre Ríos                      | 1 425 578            | 1 235 994            | 15,3                              | 12,0                                                  |
| 9        | Misiones                        | 1 278 873            | 1 101 593            | 16,1                              | 12,7                                                  |
| 10       | Corrientes                      | 1 212 696            | 992 595              | 22,2                              | 15,8                                                  |
| 11       | Chaco                           | 1 129 606            | 1 055 259            | 7,0                               | 6,7                                                   |
| 12       | Santiago del Estero             | 1 060 906            | 874 006              | 21,4                              | 15,7                                                  |
| 13       | San Juan                        | 822 853              | 681 055              | 20,8                              | 15,4                                                  |
| 14       | Jujuy                           | 811 611              | 673 307              | 20,5                              | 14,3                                                  |
| 15       | Río Negro                       | 750 768              | 638 645              | 17,5                              | 14,8                                                  |
| 16       | Neuquén                         | 710 814              | 551 266              | 28,9                              | 23,3                                                  |
| 17       | Formosa                         | 607 419              | 530 162              | 14,8                              | 11,2                                                  |
| 18       | Chubut                          | 592 621              | 509 108              | 16,4                              | 14,2                                                  |
| 19       | San Luis                        | 542 069              | 432 310              | 25,4                              | 18,9                                                  |
| 20       | Catamarca                       | 429 562              | 367 828              | 16,8                              | 13,0                                                  |
| 21       | La Rioja                        | 383 865              | 333 642              | 15,1                              | 11,9                                                  |
| 22       | La Pampa                        | 361 859              | 318 951              | 13,5                              | 11,5                                                  |
| 23       | Santa Cruz                      | 337 226              | 273 964              | 23,1                              | 16,5                                                  |
| 24       | Tierra del Fuego                | 185 732              | 127 205              | 46,0                              | 34,3                                                  |
|          | Total del país                  | 45 892 285           | 40 117 096           | 14,4                              | 11,6                                                  |

### Población por área urbana
| Posición | Aglomerado urbano                        | Jurisdicción                                                | Población Censo 2010 |
| -------- | ---------------------------------------- | ----------------------------------------------------------- | -------------------- |
| 1        | Gran Buenos Aires                        | Ciudad Autónoma de Buenos Aires / Provincia de Buenos Aires | 13 591 863           |
| 2        | Gran Córdoba                             | Provincia de Córdoba                                        | 1 466 823            |
| 3        | Gran Rosario                             | Provincia de Santa Fe                                       | 1 236 089            |
| 4        | Gran Mendoza                             | Provincia de Mendoza                                        | 937 302              |
| 5        | Gran San Miguel de Tucumán               | Provincia de Tucumán                                        | 794 327              |
| 6        | Gran La Plata                            | Provincia de Buenos Aires                                   | 787 294              |
| 7        | Mar del Plata                            | Provincia de Buenos Aires                                   | 593 337              |
| 8        | Gran Salta                               | Provincia de Salta                                          | 539 187              |
| 9        | Gran Santa Fe                            | Provincia de Santa Fe                                       | 490 171              |
| 10       | Gran San Juan                            | Provincia de San Juan                                       | 461 213              |
| 11       | Gran Resistencia                         | Provincia de Chaco                                          | 385 726              |
| 12       | Santiago del Estero - La Banda           | Provincia de Santiago del Estero                            | 360 923              |
| 13       | Corrientes                               | Provincia de Corrientes                                     | 346 334              |
| 14       | Gran Neuquén                             | Provincia de Neuquén / Provincia de Río Negro               | 341 301              |
| 15       | Gran Posadas                             | Provincia de Misiones                                       | 320 429              |
| 16       | Gran San Salvador de Jujuy               | Provincia de Jujuy                                          | 310 106              |
| 17       | Gran Bahía Blanca                        | Provincia de Buenos Aires                                   | 291 327              |
| 18       | Gran Paraná                              | Provincia de Entre Ríos                                     | 264 076              |
| 19       | Formosa                                  | Provincia de Formosa                                        | 222 226              |
| 20       | Gran San Fernando del Valle de Catamarca | Provincia de Catamarca                                      | 195 053              |